# Triptiloides krahmeri
Triptiloides krahmeri är en fjärilsart som beskrevs av Luis E. Parra 1991. Triptiloides krahmeri ingår i släktet Triptiloides och familjen mätare. Inga underarter finns listade i Catalogue of Life.